# Анна Кляйн (наглядачка концтабору)
Анна Фрідеріка Матільда Кляйн (фр. Anna Friederike Mathilde Klein; до шлюбу Плаубель (фр. Plaubel); нар. 1900 року — дата смерті невідома) — головна старша наглядачка концтабору Равенсбрюк.
Народилася 1900 року. 14 вересня 1939 року прибула до Равенсбрюка. У серпні 1943 року призначена головною старшою наглядачкою (нім. Chef Oberaufseherin). Вона контролювала й відповідала за ввесь табір. Кляйн досягла найвищого рангу, що нацисти дозволяли посідати жінкам у таборах. Вона отримувала вищу зарплату, краще житло, краще харчування (яке їй готували інші жінки з СС, а не в'язні), найкращий одяг, більше влади, і цей ієрархічний почесний титул. Вона керувала всіма охоронцями в Равенсбрюку до тих пір, поки СС не перевела її до концтабору Саксенхаузен у вересні 1944 року. Там вона виконувала обов'язки наглядачки (з тим самим рангом), аж до звільнення табору союзниками в квітні 1945 року.
Її було звинувачено «у поганому поводженні з в'язнями з країн-союзників та участі у відборі ув'язнених для газової камери» під час сьомого судового процесу щодо Равенсбрюк у Гамбурзі, який тривав із 2 липня по 21 липня 1948 року. Через відсутність доказів вини її випустили на волю 21 липня 1948 року. Подальша доля — невідома.